# Мајкл Чека
Мајкл Чека (енгл. Michael Cheika; 4. март 1967) бивши је аустралијски рагбиста, а сада ради као рагби тренер. Једини је рагби тренер који је освојио два најелитнија клупска рагби такмичења, куп европских шампиона са Ленстером 2009, и супер рагби са Воратасима 2014. Као играч најдуже је играо за Рендвик. Тренерску каријеру је започео у Италији, а наставио у Аустралији. Први велики клуб, који је тренирао био је Ленстер, са којим је освојио келтску лигу 2008, и куп европских шампиона 2009. После Ленстера тренирао је Стад Франс са којим је дошао до финала купа изазивача, па Воратасе, са којима је освојио најјачу лигу на свету 2014, када су Воратаси победили Крусејдерсе. 22. октобра 2014, изабран је за селектора рагби репрезентације Аустралије. Предводио је Аустралију до титуле шампиона јужне хемисфере 2014, и до финала светског првенства 2015, када су "валабиси" на Твикенаму поражени од "ол блекса". Крајем 2015, проглашен је за најбољег рагби тренера на свету.